# 장빅토르 베르탱
장빅토르 베르탱(프랑스어: Jean-Victor Bertin, 1767년 3월 20일 ~ 1842년 6월 11일)은 프랑스의 역사적 풍경 화가로, 이탈리아에 영감을 받았으며 고전적 스타일의 세세한 디테일로 유명하다.
그의 작품 대부분은 베르사유궁의 미술관이나 다른 공공 컬렉션에서 찾아볼 수 있다. 루브르 박물관에는 '미네르바 신전이 있는 포에노스 섬의 풍경'이 소장 되어있다.

## 생애
베르탱은 가발 제작자의 아들로 파리에서 태어났다. 그는 풍경화가 피에르앙리 드 발랑시엔의 제자가 되었고, 1785년 가브리엘프랑수아 두아이앙의 제자로 왕립 회화 조각 아카데미에 입학했다. 1785년부터 1793년 사이에 그는 여러 '콩쿠르 데물레이션' 대회에 참여하였고 1793년부터 사망할 때까지 파리 살롱에 정기적으로 작품을 출품하였다.
그는 1799년에 '장려상'을 수상하였고, 1808년 250프랑의 가치를 지닌 일등석 금메달을 수상하며 그 공로를 인정받았다. 그는 1822년 8월 21일 레지옹 도뇌르 훈장을 받았다. 그러나 노년에 이르러서는 경제적인 어려움을 겪었으며 1842년 6월 11일 파리에서 75세의 나이로 사망했다.
베르탱은 아실 에트나 미샬롱, 레옹 코니에, 부아셀리에, 카미유 코로, 앙팡탱 등 저명한 화가들의 스승이었다. 그는 1811년과 1817년 사이에 트리아농 궁전과 퐁텐블로궁전에 작품 의뢰를 받기도 했다. 베리 공작과 은행가 자크 라피트 등 저명한 아마추어 화가들은 베르탱의 재능을 높이 평가했으며, 1833년부터 프랑스 정부, 특히 내무부는 정기적으로 그의 작품을 구입해 지방 박물관의 질을 높였다.

## 작품

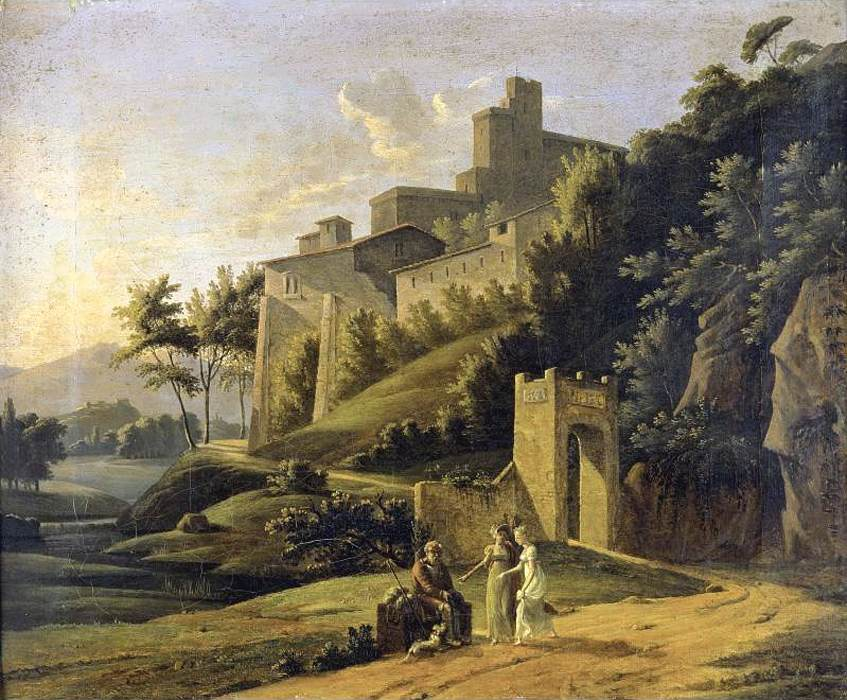
《요새와 풍경》
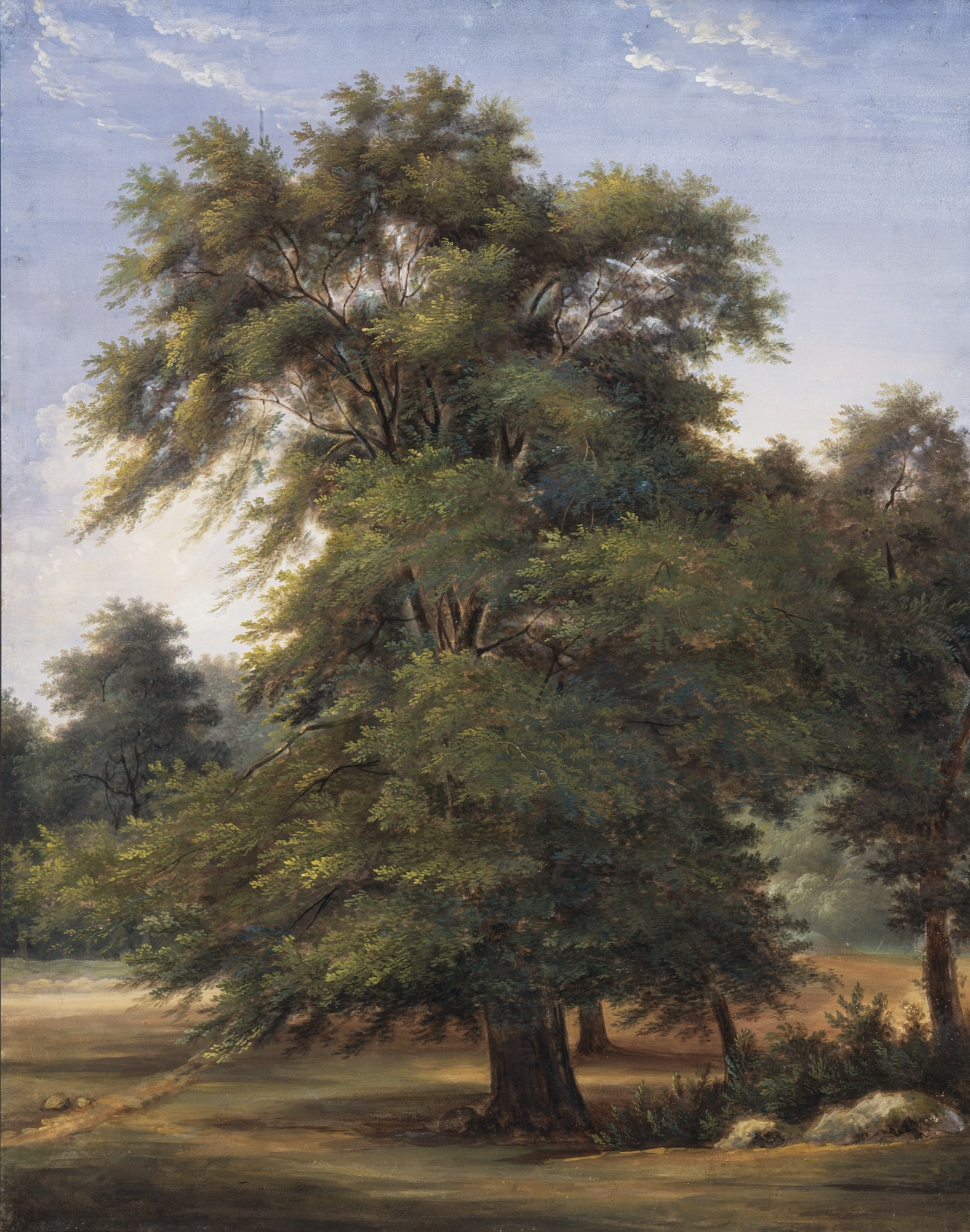
나무 습작, 1800년~1805년경
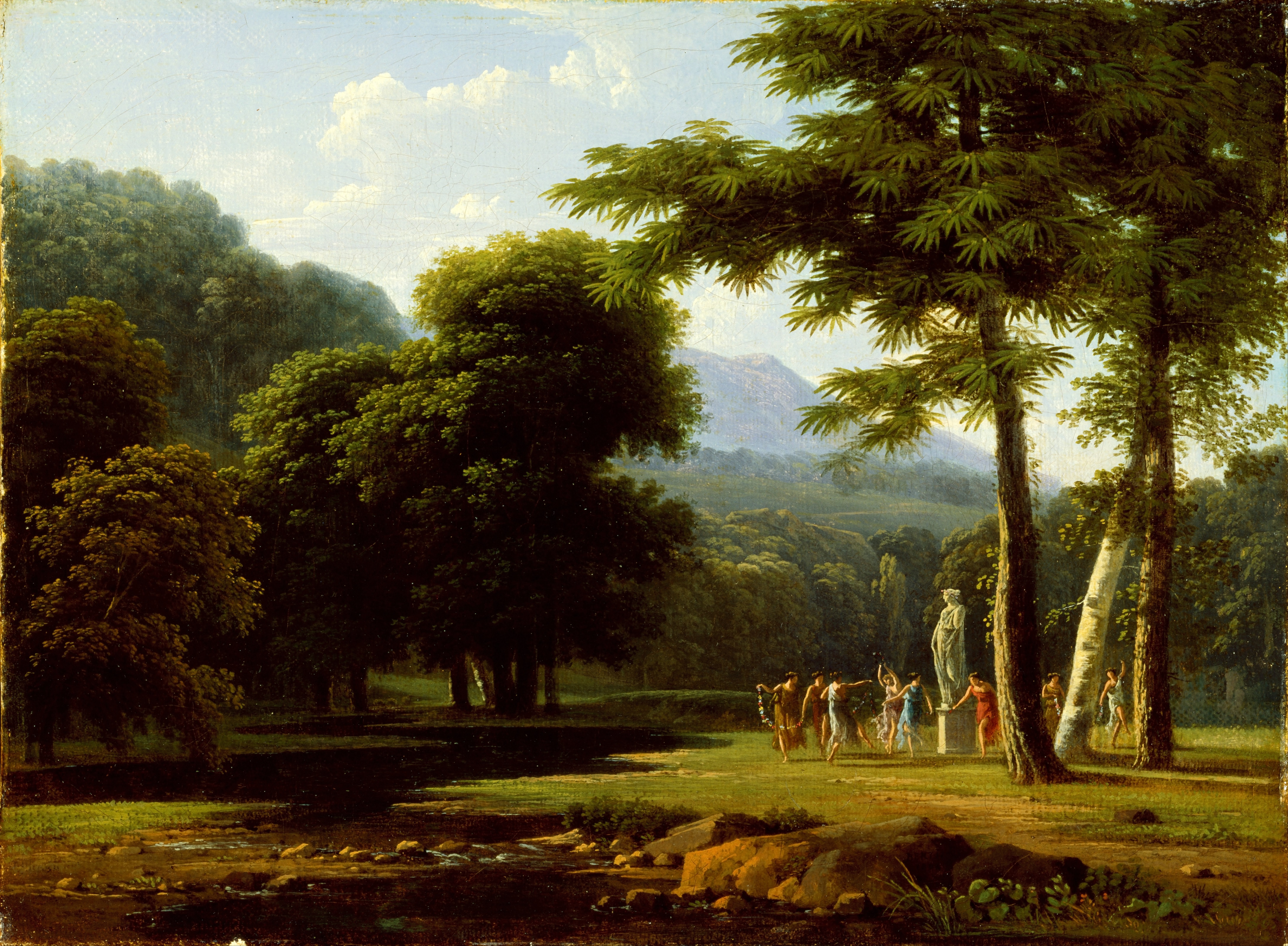
풍경화, 1804년작
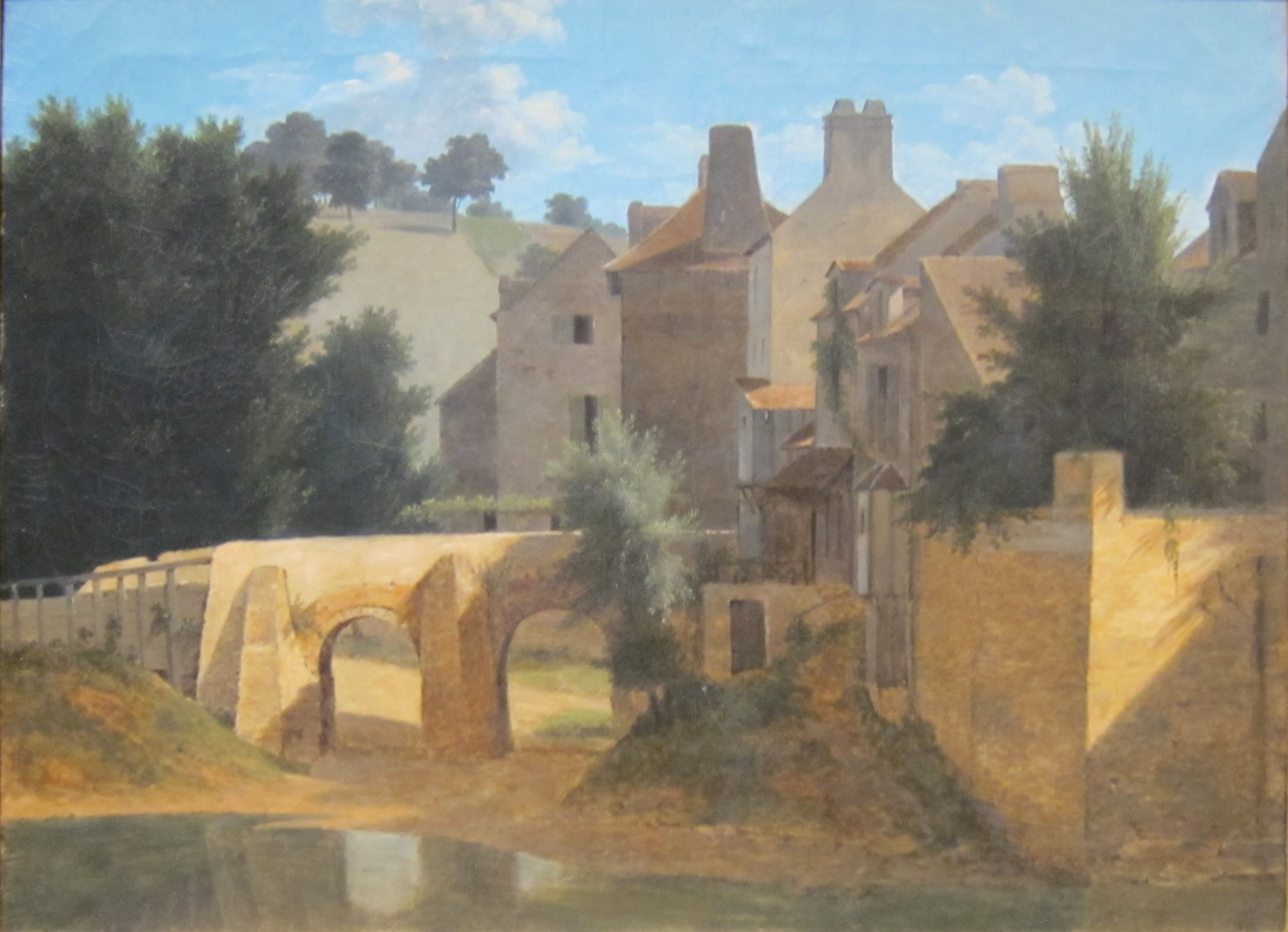
《일드프랑스 전경》, 1810년~1813년경
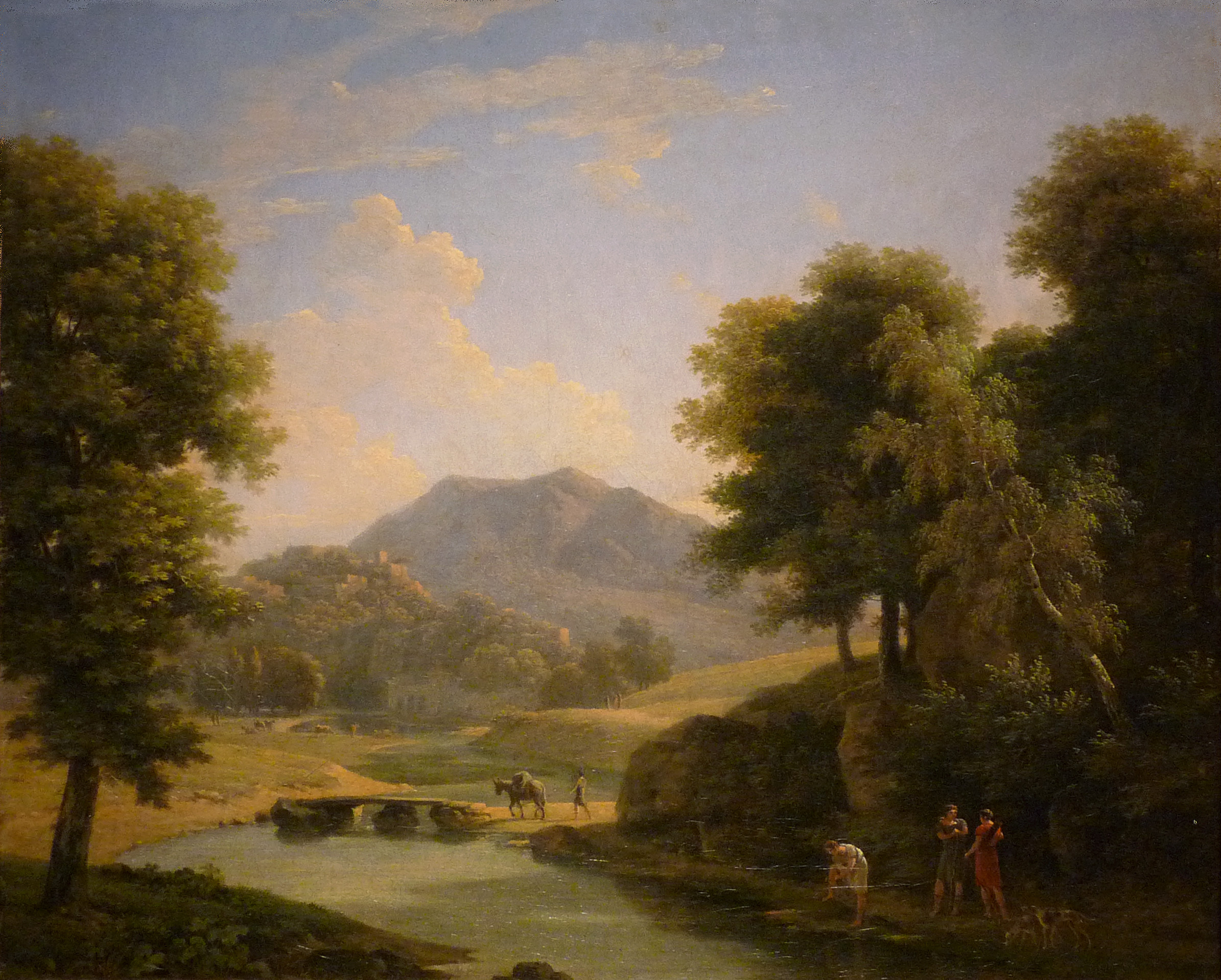
풍경화, 1820년
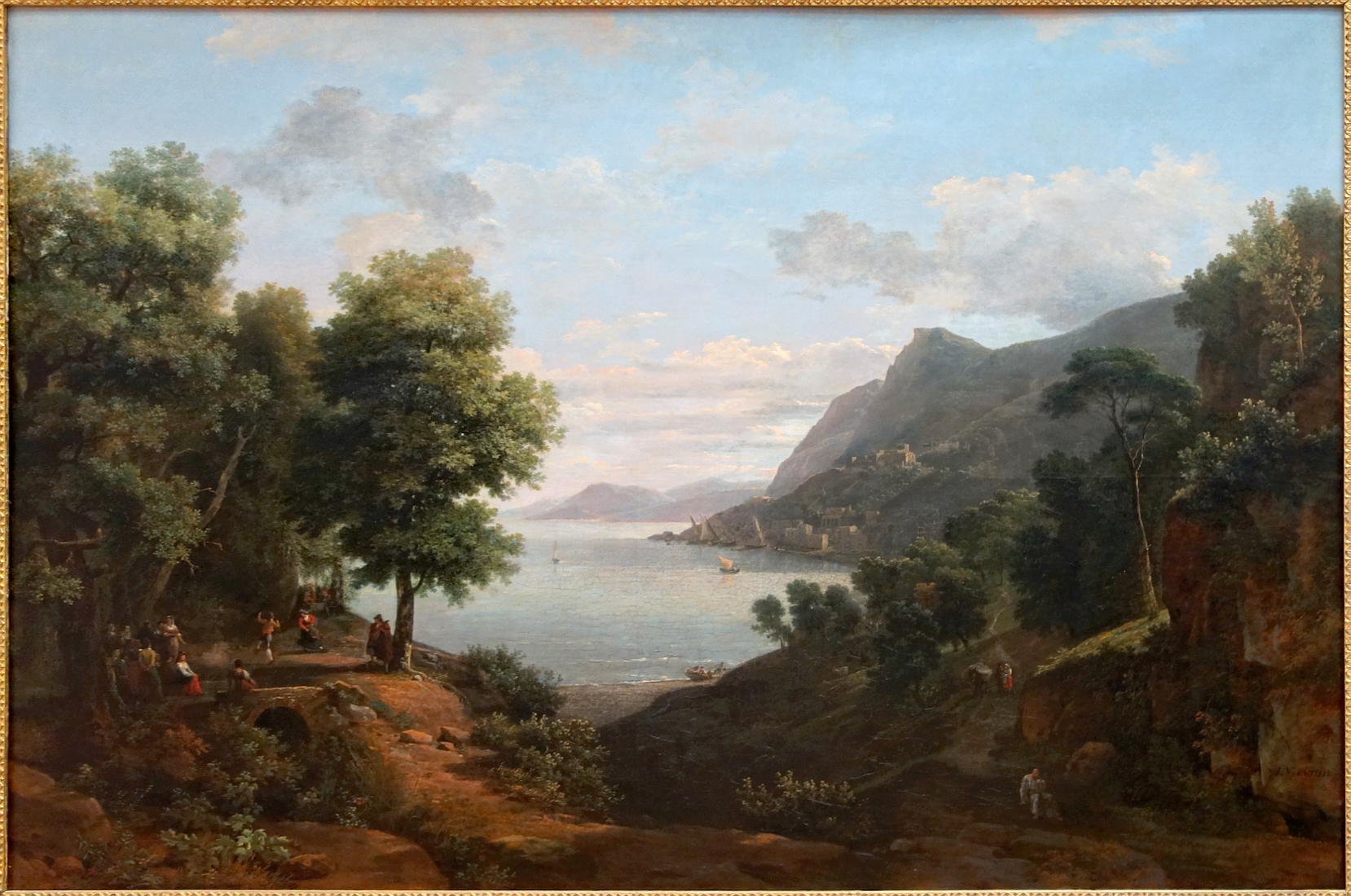
풍경, 1835년경
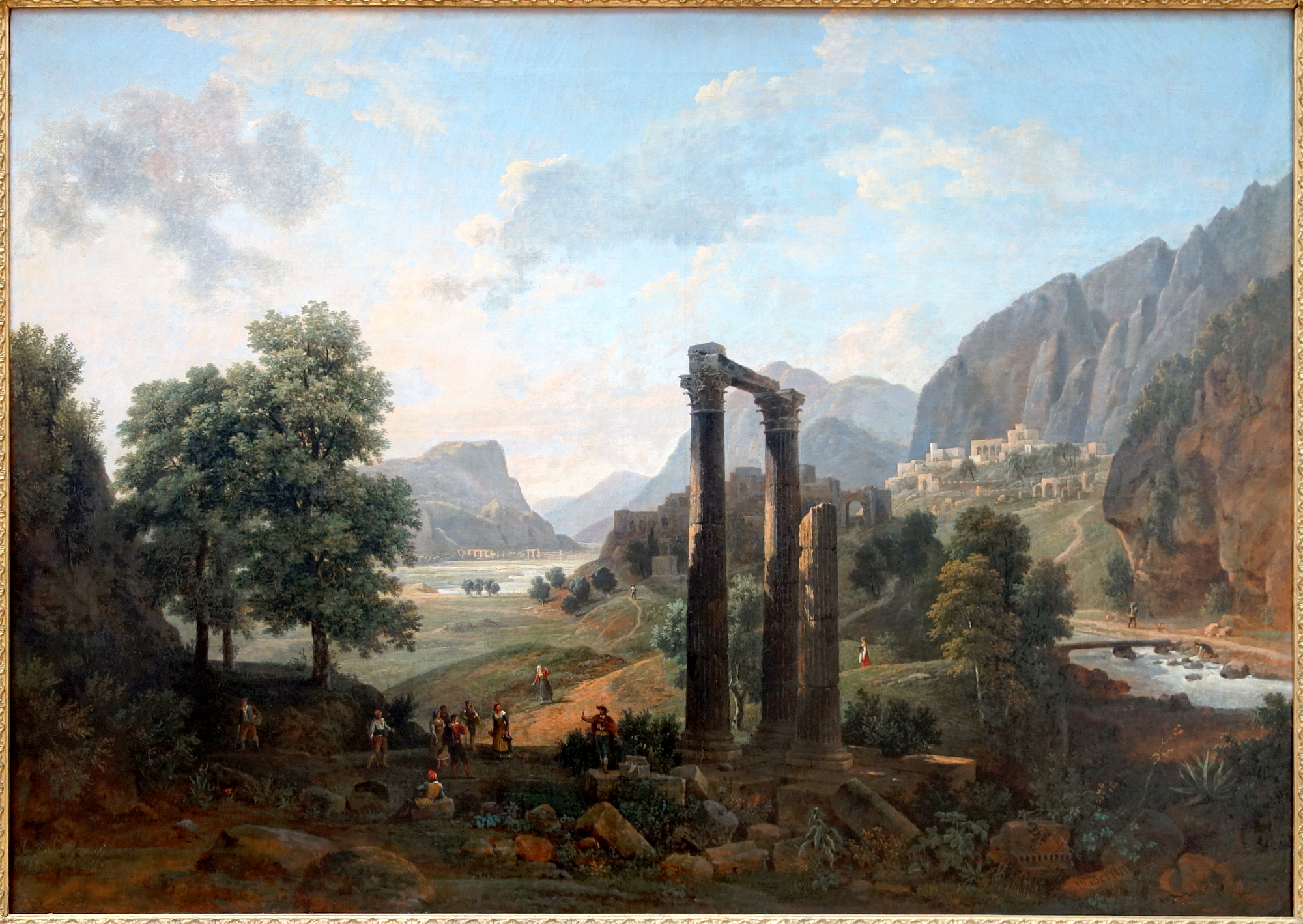
풍경, 1835년경 또는 1837년경